# Station Ciechanów Wąskotorowy
Station Ciechanów Wąskotorowy is een spoorwegstation in de Poolse plaats Ciechanów.